# Línguas judaicas
Línguas judaicas são um conjunto de idiomas falados através da história pelo povo judeu, geralmente tendo como base a língua da região onde estavam radicados ou de onde receberam influência. O hebraico é normalmente a língua litúrgica do judaísmo usada em sinagogas, na leitura da Torá. Enquanto que o aramaico é a língua em que foi escrita o Talmud. O judeu-árabe é uma forma de hebraico escrito em alfabeto árabe e foi a língua usada para escrever a maioria dos Tratados de Maimônides. Outras línguas, como o iídiche ou dzhidi, são usadas em comunidades distintas pelo Mundo.

## Principais línguas judaicas
- Aramaico (referindo-se ao aramaico judaico ou aramaico talmúdico)
- Dzhidi
- Hebraico
- Iídiche
- Judeu-árabe
- Karaim
- Judeu-espanhol ou ladino, e outras línguas judaico-românicas
- Raktia: língua dos Judeus do Marrocos